# Jüdischer Friedhof (Město Touškov)
Koordinaten: 49° 46′ 49,2″ N, 13° 14′ 19,9″ O

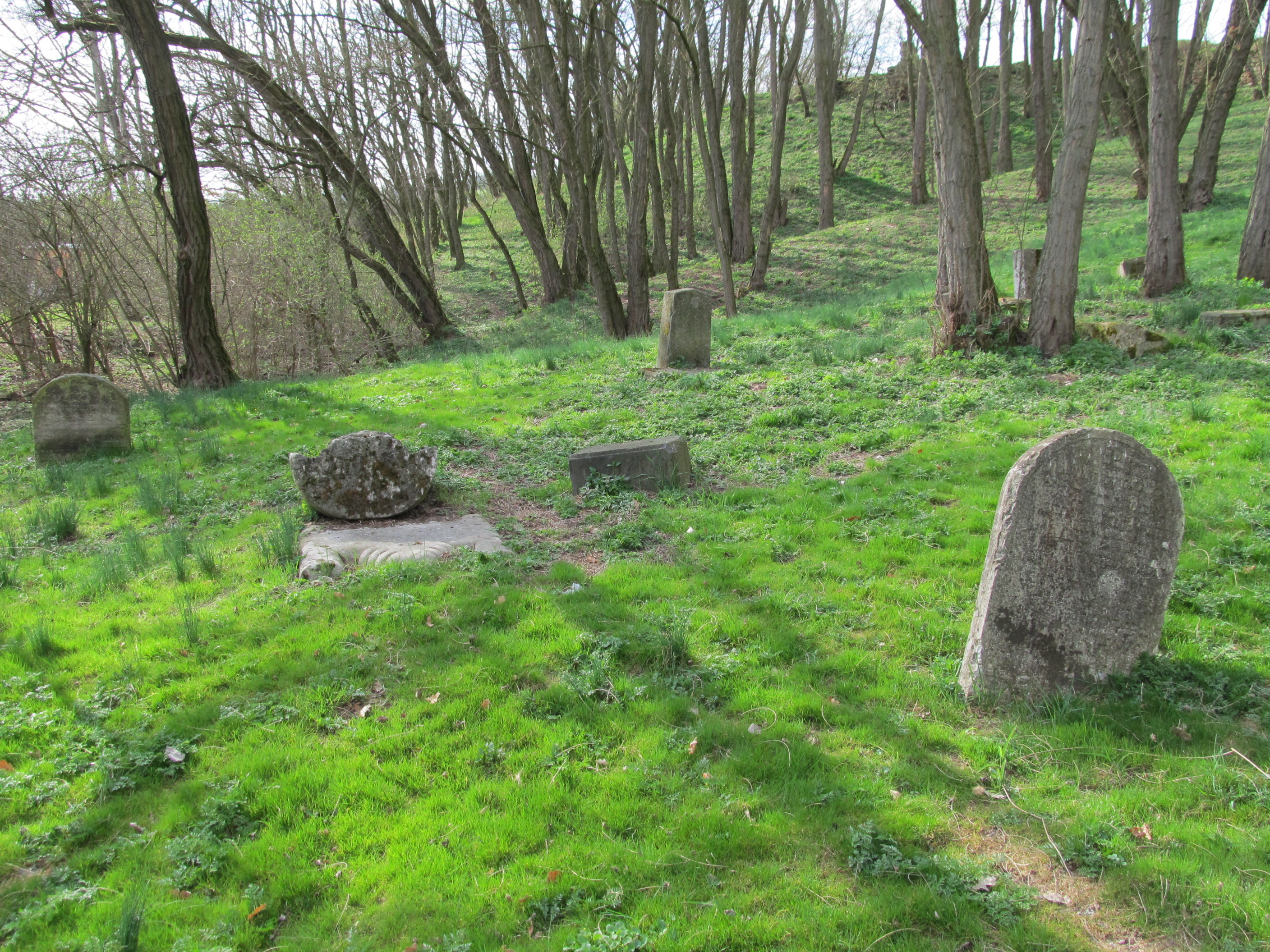
Jüdischer Friedhof in Město Touškov

Der Jüdische Friedhof in Město Touškov (deutsch Tuschkau Stadt), einer Stadt im Okres Plzeň-sever (Bezirk Pilsen-Nord) in Tschechien, wurde im 16. Jahrhundert angelegt. Der jüdische Friedhof ist ein geschütztes Kulturdenkmal.
Der älteste Grabstein datiert aus dem Jahr 1563.